# نقص التأكسج بنقص الأكسجين
نَقص التَأكسُج بنَقص الأكسجين (بالإنجليزية: Hypoxic hypoxia)‏ هيَ حالة تنتج عن عدم كِفاية الأكسجين الموجود في الرئتين، وَيُعتبر إغلاق مجرى التنفس، وَالارتفاع أو الانخفاض في الضغط الجزئي (مرتفعات فوقَ 10,000 قدم) أمثلةً على حالات عدم كفاية الأكسجين، وهُناك بعض الأمراض تُسبب هذه الحالة مِثل انسداد التنفس أو حدوث خَلل في وظيفة الرئة، كما تظهر هذه الحالة في المَرضى المُصابين بِداء الانسداد الرئوي المزمن أو المُصابين بِأحد الاضطرابات العصبية العضلية أو المُصابين بالمرض الرئوي الخلالي.

## الأعراض
هُناك عدة أعراض لنقص التأكسج بِنقص الأكسجين، وَمن أهمها:
1. الزرقة.
2. صداع.
3. زيادة وقت ردة الفعل.
4. النشوة.
5. ضعف البصر.
6. النعاس.
7. الإحساس بالدوار (الدوخة).
8. وخز في أصابع اليد والقدم.
9. نَقص الحِس (اخدرار).